# Malîi Kobîlîn, Ovruci
Malîi Kobîlîn (în ucraineană Малий Кобилин) este un sat în comuna Velîka Haicea din raionul Ovruci, regiunea Jîtomîr, Ucraina.

## Demografie
Componența lingvistică a localității Malîi Kobîlîn
     Ucraineană (99,64%)
     Alte limbi (0,36%)
Conform recensământului din 2001, majoritatea populației localității Malîi Kobîlîn era vorbitoare de ucraineană (99,64%), existând în minoritate și vorbitori de alte limbi.